# Granica erytrejsko-sudańska
Granica erytrejsko-sudańska – oddziela terytoria Erytrei i Sudanu o długości 605 kilometrów.
Początek granicy styk granic Sudanu, Etiopii i Erytrei na zachód od Om Hager nad rzeką Tekkezje. Następnie biegnie w kierunku północno-wschodnim, przecina rzekę Gasz, dochodzi do rzeki Barka, przecina północne stoki gór Beni Amer i dochodzi do Morza Czerwonego na południe od Ras Kasr.
Granica powstała w 1993 roku po powstaniu niepodległej Erytrei. Pochodzi jednak jeszcze z czasów kolonializmu. Powstała w 1891 roku jako granica anglo-egipskiego kondominium Sudanu i włoskiej kolonii Erytrea.